# Dominik Kahun

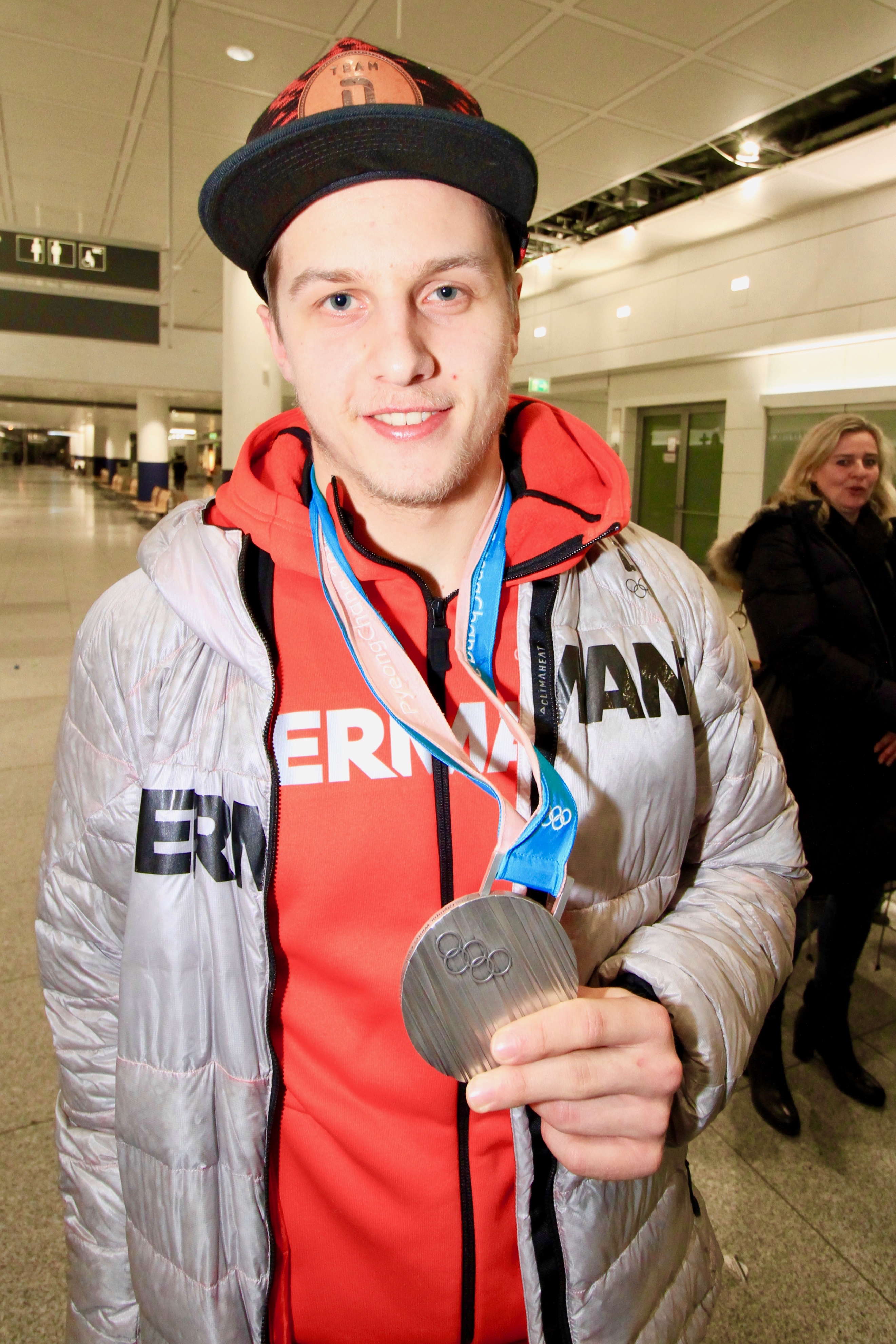
Dominik Kahun, 2018

Dominik Kahun, född 2 juli 1995, är en tjeckiskfödd tysk professionell ishockeyforward som spelar för SC Bern i NLA.
Han har tidigare spelat på NHL-nivå för Edmonton Oilers, Buffalo Sabres, Pittsburgh Penguins och Chicago Blackhawks och på lägre nivåer för EHC Red Bull München i DEL, SC Riessersee i DEL2 och Sudbury Wolves i OHL.

## Klubblagskarriär

### NHL

#### Chicago Blackhawks
Kahun blev aldrig draftad men skrev på ett tvåårskontrakt med Chicago Blackhawks den 21 maj 2018.

#### Pittsburgh Penguins
Den 16 juni 2019 tradades han till Pittsburgh Penguins tillsammans med ett draftval i femte rundan 2019, i utbyte mot Olli Määttä.

## Statistik
| 2012–2013  | Sudbury Wolves       | OHL        | 58  | 13 | 27 | 40  | 8  | 9  | 1 | 5  | 6  | 4 |
| 2013–2014  | Sudbury Wolves       | OHL        | 43  | 9  | 22 | 31  | 8  | 5  | 1 | 1  | 2  | 0 |
| 2014–2015  | EHC Red Bull München | DEL        | 33  | 4  | 2  | 6   | 8  | 4  | 0 | 1  | 1  | 0 |
|            | SC Riessersee        | DEL2       | 12  | 7  | 8  | 15  | 0  | —  | — | —  | —  | — |
| 2015–2016  | EHC Red Bull München | DEL        | 42  | 12 | 22 | 34  | 2  | 14 | 3 | 9  | 12 | 4 |
| 2016–2017  | EHC Red Bull München | DEL        | 40  | 11 | 19 | 30  | 6  | 14 | 2 | 9  | 11 | 0 |
| 2017–2018  | EHC Red Bull München | DEL        | 42  | 12 | 29 | 41  | 2  | 17 | 4 | 10 | 14 | 2 |
| 2018–2019  | Chicago Blackhawks   | NHL        | 82  | 13 | 24 | 37  | 6  | —  | — | —  | —  | — |
| 2019–2020  | Pittsburgh Penguins  | NHL        | —   | —  | —  | —   | —  | —  | — | —  | —  | — |
| NHL totalt | NHL totalt           | NHL totalt | 82  | 13 | 24 | 37  | 6  | —  | — | —  | —  | — |
| DEL totalt | DEL totalt           | DEL totalt | 157 | 39 | 72 | 111 | 18 | 49 | 9 | 29 | 38 | 6 |
| OHL totalt | OHL totalt           | OHL totalt | 101 | 22 | 49 | 71  | 16 | 14 | 2 | 6  | 8  | 4 |

### Internationellt
| Källa: Uppdaterad: 2018-10-05 | Källa: Uppdaterad: 2018-10-05 | Källa: Uppdaterad: 2018-10-05 |         | Utv = Utvisningsminuter | Utv = Utvisningsminuter | Utv = Utvisningsminuter | Utv = Utvisningsminuter | Utv = Utvisningsminuter |
| År                            | Lag                           | Mästerskap                    | Matcher | Mål                     | Assists                 | Poäng                   | Utv                     |                         |
| ----------------------------- | ----------------------------- | ----------------------------- | ------- | ----------------------- | ----------------------- | ----------------------- | ----------------------- | ----------------------- |
| 2012                          | Tyskland                      | U18-VM                        | 6       | 1                       | 2                       | 3                       | 0                       |                         |
| 2013                          | Tyskland                      | U18-VM                        | 5       | 3                       | 4                       | 7                       | 4                       |                         |
| 2013                          | Tyskland                      | JVM                           | 6       | 0                       | 3                       | 3                       | 4                       |                         |
| 2014                          | Tyskland                      | JVM                           | 7       | 4                       | 3                       | 7                       | 0                       |                         |
| 2015                          | Tyskland                      | JVM                           | 6       | 0                       | 1                       | 1                       | 0                       |                         |
| 2016                          | Tyskland                      | VM                            | 7       | 1                       | 3                       | 4                       | 2                       |                         |
| 2017                          | Tyskland                      | VM                            | 8       | 2                       | 5                       | 7                       | 0                       |                         |
| 2018                          | Tyskland                      | OS                            | 7       | 2                       | 3                       | 5                       | 2                       |                         |
| 2018                          | Tyskland                      | VM                            | 7       | 1                       | 2                       | 3                       | 0                       |                         |
| Junior totalt                 | Junior totalt                 | Junior totalt                 | 30      | 8                       | 13                      | 21                      | 8                       |                         |
| Senior totalt                 | Senior totalt                 | Senior totalt                 | 29      | 6                       | 13                      | 19                      | 4                       |                         |